# Mathilde Mukantabana
Mathilde Mukantaba (nascida em 1958) é uma política e diplomata ruandesa nascida em Butare, que actualmente serve como embaixadora do Ruanda nos EUA e embaixadora não residente no México, Brasil e Argentina. Ela é a presidente e co-fundadora da Associação de Amigos do Ruanda, sem fins lucrativos (FORA).